# Élections générales québécoises de 2008
Les élections générales québécoises de 2008 ont lieu le 8 décembre 2008. Elles sont déclenchées le 5 novembre 2008 lorsque le premier ministre du Québec Jean Charest a demandé au lieutenant-gouverneur Pierre Duchesne de dissoudre le parlement et de convoquer des élections générales.
Ce scrutin a permis d'élire les députés de la 39e législature et de confier une majorité de députés au Parti libéral, qui était devenu minoritaire depuis la dernière élection. Après cinq ans et demi au pouvoir, le gouvernement Charest a donc vu son mandat renouvelé, avec 66 députés. Le Parti québécois forme l'opposition officielle, avec 51 députés, et l'Action démocratique recule, à 7 députés. L'élection a aussi permis l'élection du premier député de Québec solidaire, Amir Khadir, dans la circonscription de Mercier.
Lors de la dissolution de l'Assemblée, celle-ci était composée de 48 députés libéraux, 39 adéquistes et 36 péquistes. Deux sièges étaient vacants.

## Contexte

### 38elégislature
La 38e législature a été marquée par le premier gouvernement minoritaire au Québec depuis l'élection de 1878. Le gouvernement Charest a voulu entreprendre les travaux parlementaires avec un geste chargé de symbolisme : nommer autant de ministres femmes que d'hommes au conseil des ministres. Il s'agit de la première fois dans l'histoire du Québec que cette égalité était atteinte.
Le premier ministre parlait de « gouvernement de cohabitation ». Cette expression renvoie à la France des années 1980 et 1990, alors que le président de la République et le Premier ministre n'étaient pas issus de la même formation politique. On peut aussi parler de cohabitation aux États-Unis lorsque le président et le Congrès sont contrôlés par des partis différents. L'expression peut difficilement s'appliquer au Québec, puisque le Parti libéral détient à la fois la majorité relative à l'Assemblée nationale et le contrôle du gouvernement.
La législature a été marquée par la tenue de la commission Bouchard-Taylor sur les pratiques d'accommodement raisonnable. Les quatre mois d'audiences ont été hautement médiatisés. Le reste de la législature n'a pas soulevé de projets de loi majeurs. Notons simplement l'adoption de la loi Anastasia sur le contrôle des armes à feu et la loi garantissant l'égalité entre les hommes et les femmes dans la Charte des droits et libertés de la personne.
Rapidement après sa réélection (le 7 mai 2007), le gouvernement Charest a annoncé son abandon de son projet de privatisation du Mont-Orford, projet qui avait occupé les groupes opposés au gouvernement lors de la législature précédente. En abandonnant le projet, le gouvernement évitait ainsi une première confrontation avec les deux partis d'opposition maintenant majoritaire à l'Assemblée nationale. Le gouvernement a aussi créé la Commission Johnson, chargée d'enquêter sur l'effondrement du viaduc de la Concorde qui avait causé 5 morts en septembre 2006.
Quelques élections partielles ont été tenues durant la législature, mais aucune n'a occasionné de gain ou de perte à un parti, l'ensemble de celles-ci ayant eu lieu dans des circonscriptions acquises à un parti. Le seul changement majeur au sein de l'Assemblée nationale a eu lieu le 23 octobre 2008, lorsque les députés adéquistes André Riedl et Pierre-Michel Auger décidèrent de changer d'allégeance en se joignant au Parti libéral.

### Déclenchement des élections

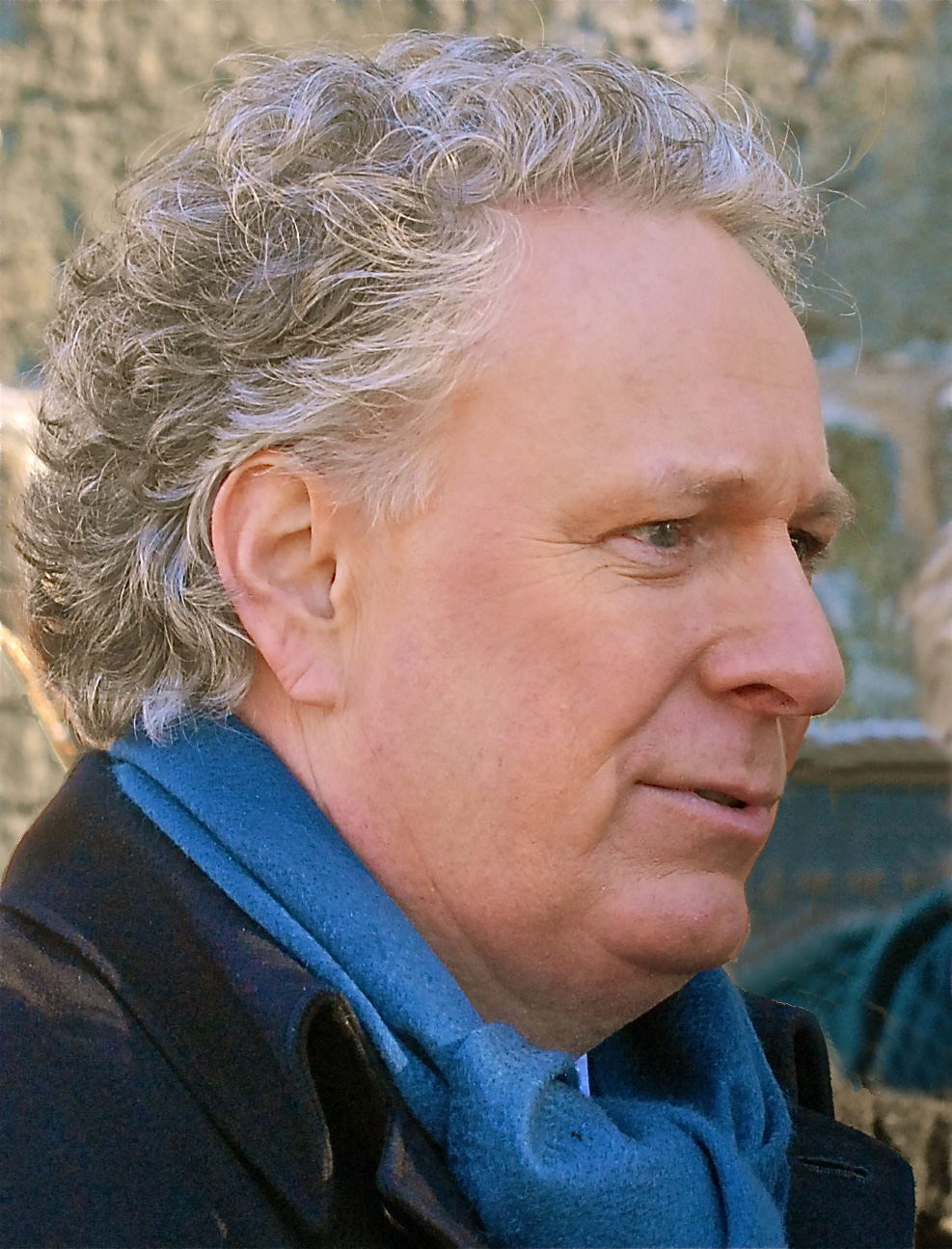
Jean Charest, chef du Parti libéral.

Au moment de la dissolution de l'Assemblée nationale, le Québec était doté d'un gouvernement minoritaire formé par le Parti libéral du Québec (PLQ). L'opposition officielle était formée par l'Action démocratique du Québec (ADQ), alors que le Parti québécois (PQ) représentait le deuxième groupe de l'opposition. Les trois partis comptaient alors respectivement 48, 39 et 36 députés. Deux sièges étaient vacants (Jeanne-Mance—Viger et Notre-Dame-de-Grâce).
Les premières rumeurs d'élection sont rapportées le 27 octobre 2008 par Radio-Canada. La société rapporte que le premier ministre Jean Charest songerait à déclencher des élections le 5 novembre afin qu'elles aient lieu le 8 décembre,. Jean Charest ne démentira pas la rumeur, bien qu'il prétende qu'il « n'y a pas de décision de prise d'aller en élection ».
Les deux partis d'opposition protestent alors contre un déclenchement de l'élection en pleine crise financière. Le 29 octobre 2008, le Parti québécois, appuyé par l'Action démocratique, présente à l'Assemblée nationale une motion demandant « au premier ministre de renoncer à son intention de tenir des élections générales précipitées cet automne et qu'il travaille à la réalisation du plan d'urgence adopté à l'unanimité le 22 octobre 2008 ». Cette motion est adoptée, mais n'a qu'une portée symbolique. Le Parti libéral souhaite obtenir une majorité, le PQ souhaite redevenir l'opposition officielle, alors que l'ADQ veut éviter de perdre de nombreux sièges.
C'est le 4 novembre 2008 que les médias annoncent officiellement qu'une rencontre aura lieu entre le premier ministre Jean Charest et le lieutenant-gouverneur Pierre Duchesne le mercredi 5 novembre 2008 à 9h45, laissant entendre que les élections seront déclenchées à ce moment.
Le 5 novembre 2008 coïncide avec le lendemain de la date prévue de la lecture par la ministre des Finances Monique Jérôme-Forget de la mise à jour économique du gouvernement. Le 5 novembre est aussi le lendemain de l'élection présidentielle américaine de 2008.
La campagne sera d'une durée de 33 jours et devrait coûter environ 83 millions de dollars.

## Partis politiques

### Parti libéral du Québec
Le Parti libéral du Québec formait un gouvernement minoritaire lors de la dissolution de l'Assemblée nationale. Son chef, le premier ministre Jean Charest, a décidé de convoquer des élections prématurément, malgré l'absence de vote de confiance négatif à l'Assemblée nationale et en dépit de l'échéance de son mandat qui aurait pu s'étendre jusqu'en 2012. Plusieurs analystes politiques ont souligné que le parti souhaitait profiter de la faiblesse des deux partis d'opposition pour tenter de former un gouvernement majoritaire.
Le Parti libéral base sa campagne sur sa crédibilité à gérer la crise économique qui s'annonce et sur l'irresponsabilité des partis d'opposition. Jean Charest a en effet souligné à plus d'une reprise sa position de prioriser l'économie au profit des discussions constitutionnelles. À cet effet, la ministre des Finances, Monique Jérôme-Forget, a déposé une mise à jour budgétaire tout juste avant le déclenchement des élections, afin de démontrer l'aptitude du gouvernement à répondre à la crise.
Au niveau de l'organisation, le Parti libéral semble être le parti le plus en selle pour affronter les élections. Les derniers sondages avant le lancement de la campagne lui donnent un avantage sur le Parti québécois. Deux députés à l'Assemblée nationale ont passé de l'Action démocratique au Parti libéral, moins de deux semaines avant le déclenchement des élections. À l'aube du lancement de la campagne électorale, le parti est en bonne santé financière. Il possède 4,8 millions $ d'actifs et, contrairement aux autres partis, il est propriétaire de l'édifice où siège sa permanence.
Le Parti libéral a choisi un slogan audacieux pour sa campagne. « L'économie d'abord, Oui » fait appel au thème principal que veut donner le PLQ à la campagne, mais aussi est une reprise douce du slogan du Parti québécois lors des deux référendums sur la souveraineté du Québec.

### Parti québécois
Le Parti québécois avait obtenu, lors des dernières élections, son pire résultat électoral depuis l'élection de 1973. Il formait ainsi le deuxième groupe d'opposition à l'Assemblée nationale durant la 38e législature.
Contrairement au Parti libéral, le Parti québécois débute la campagne avec de graves problèmes financiers. De la dette de 1,6 million héritée de l'élection de 2007, il restait 800 000 $ à payer au déclenchement des élections. Le parti prévoit donc de financer la campagne par des emprunts.

### Action démocratique du Québec
L'Action démocratique du Québec formait pour la première fois de son histoire l'Opposition officielle à l'Assemblée nationale. Le résultat du parti avait provoqué la surprise lors de l'élection de 2007. L'ADQ ne souhaitait pas d'élection à brève échéance, demandant plutôt au gouvernement de se préoccuper de la crise financière. Cette prise de position n'était pas étrangère non plus aux résultats décevants que le parti recueillait dans les sondages de l'automne.

### Québec solidaire
Québec solidaire a présenté 122 candidats lors de l'élection. Pour la première fois, la raison pour laquelle Québec solidaire ne présentait pas de candidats dans une circonscription (Notre-Dame-de-Grâce), était de laisser toute la place au candidat du Parti vert. Ce dernier avait alors obtenu 15,73 % des voix, arrivant deuxième derrière le candidat du Parti libéral.
Diverses personnalités publiques ont donné leur appui à Québec solidaire. Parmi celles-ci, on compte Michel Chartrand, Raymond Lévesque, Laure Waridel, Richard Desjardins, Dany Laferrière, Julius Grey, Claude Béland, Yvon Deschamps et Judi Richards. Par ailleurs, l'ex-ministre péquiste et ancien député de Mercier, Robert Perreault, a donné son appui à Amir Khadir, candidat dans la circonscription de Mercier.
À quelques jours du vote, Radio-Canada affirmait que la lutte était « féroce » dans la circonscription de Mercier entre le péquiste Daniel Turp et le porte-parole masculin de Québec solidaire Amir Khadir. Lors des élections de 2007, environ 1 000 voix avaient séparé les deux candidats. Selon Amir Khadir, « Mercier est un terreau fertile pour son parti en raison de son profil sociodémographique. Ici, près de 30 % des électeurs œuvrent dans le domaine des arts, de la culture, du loisir ou des sciences sociales ».

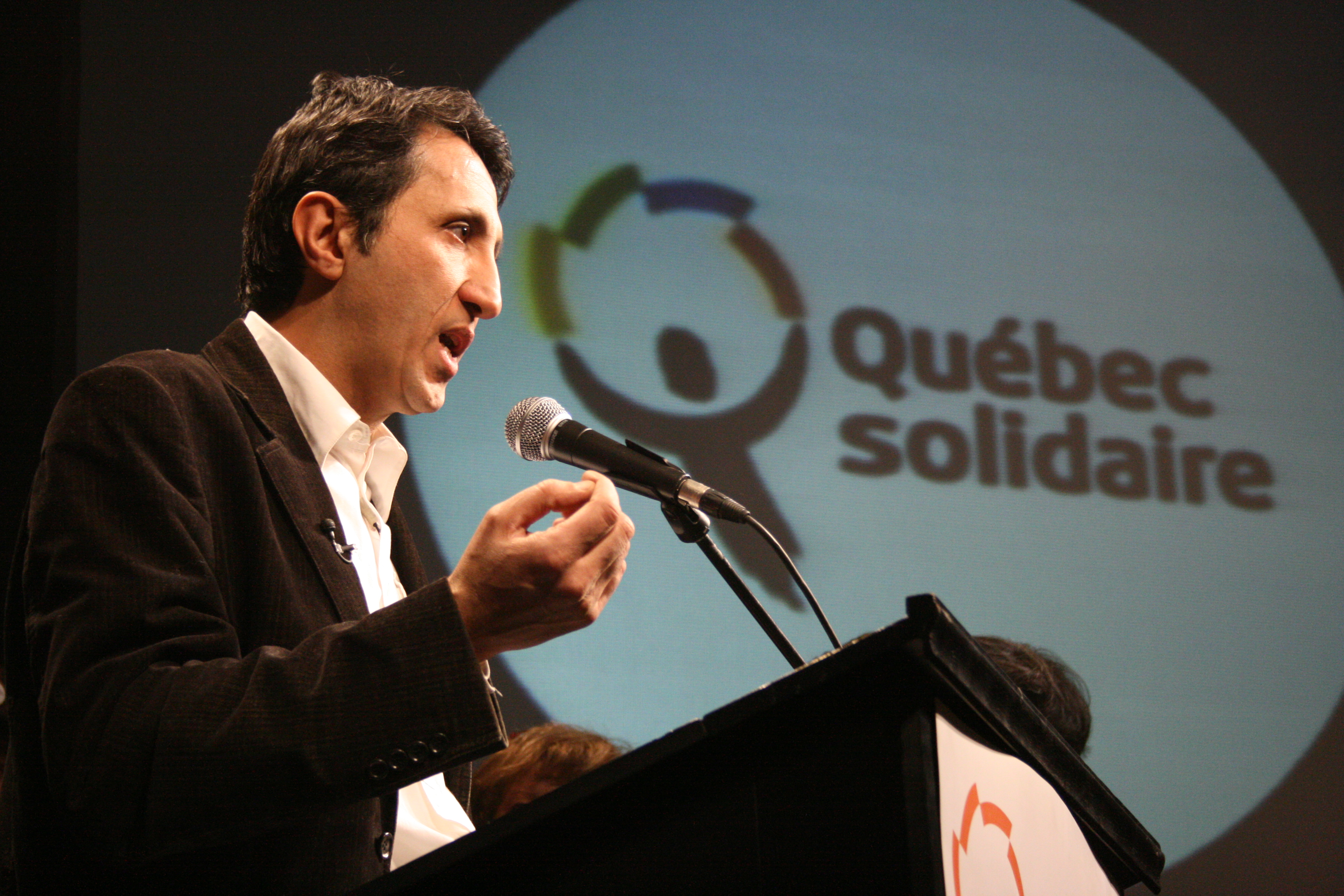
Amir Khadir prenant la parole devant ses partisans après son élection, le soir du 8 décembre 2008

Le 8 décembre 2008, Amir Khadir est devenu le premier député solidaire à l'Assemblée nationale en remportant circonscription de Mercier par 872 voix d'avance sur le député péquiste sortant Daniel Turp. Il a obtenu 8 861 votes (38,06 %), contre 7 989 (34,32 %) pour M. Turp. La libérale Catherine Émond est arrivée troisième avec 4 940 votes (21,22 %). Le Parti vert du Québec, l'ADQ et le Parti indépendantiste sont arrivés respectivement en quatrième, cinquième et sixième places. À l'échelle nationale, Québec solidaire a reçu 3,78 % des votes (122 618), ce qui est une légère baisse, en nombre de voix, par rapport aux élections de 2007, mais une hausse en termes de pourcentage en raison du faible taux de participation.

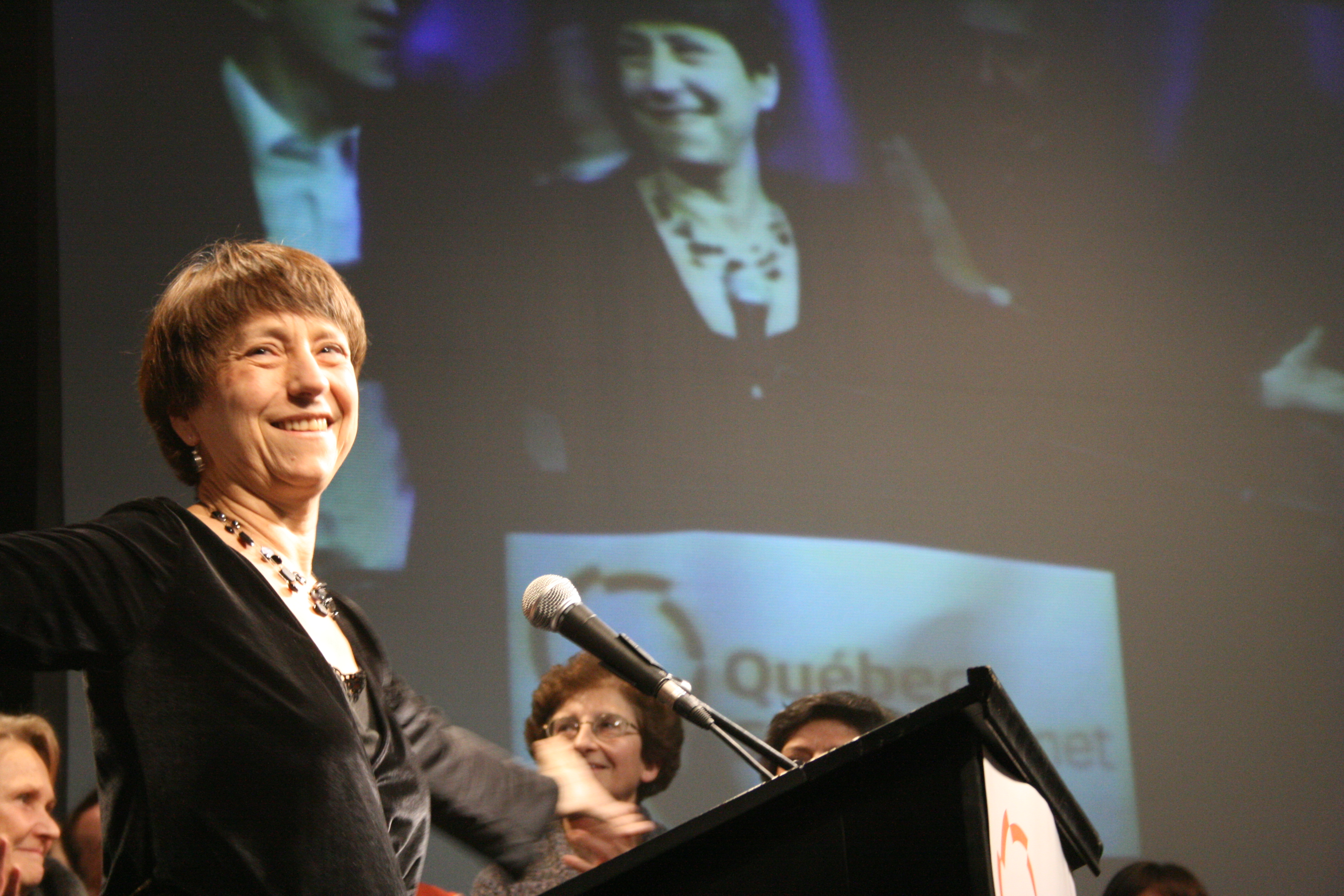
Françoise David acclamée par ses partisans, le soir de l'élection du 8 décembre 2008

La deuxième porte-parole du parti, Françoise David, n'a pas su se faire élire dans la circonscription de Gouin. Le péquiste sortant Nicolas Girard a remporté l'élection avec 10 276 votes (41,11 %), soit une majorité de 2 289 votes sur la candidate de Québec solidaire. Celle-ci a récolté 7 987 votes (31,95 %). La candidate libérale a fini troisième avec 19,90 % des suffrages, suivie respectivement par la candidate adéquiste, le candidat du Parti vert et le candidat du Parti indépendantiste.
Parmi les candidats de Québec solidaire qui ont obtenu de bons résultats, on compte notamment Manon Massé dans Sainte-Marie—Saint-Jacques (3e avec 15,40 % des voix), Ruba Ghazal dans Laurier-Dorion (3e avec 13,06 % des voix), Serge Mongeau dans Hochelaga-Maisonneuve (3e avec 12,93 % des voix), May Chiu dans Outremont (3e avec 11,43 % des voix), Bill Clennett dans la circonscription de Hull (3e avec 8,77 % des voix) et François Saillant dans Rosemont (3e avec 8,22 % des voix).

### Parti vert du Québec
Le parti vert a été plutôt absent de l'élection de 2008 en ne présentant que 80 candidats sur les 125 circonscriptions. Les militants du parti vert ayant été pris par les élections fédérales canadiennes précédentes, cela a mené à un résultat de 2,17 % des voix, alors qu'à l'élection de 2007, le parti avait obtenu 3,85 % des voix.

### Autres partis
Outre les cinq principaux partis, quatre autres présentent des candidats lors de la présente élection. Le Parti marxiste-léniniste du Québec et le Parti indépendantiste comptent respectivement 23 candidats et 19 candidats, alors que le Parti durable du Québec et le Parti République du Québec présentent chacun un candidat, pour un total de 44. On compte par ailleurs 30 candidats indépendants ou sans désignation. Parmi ces derniers, on compte notamment l'écrivain Victor-Lévy Beaulieu et l'ex-adéquiste Sylvie R. Tremblay, connue pour avoir critiqué publiquement le pouvoir qu'exerce le chef Mario Dumont sur son parti[réf. nécessaire].
On compte huit autres partis au Québec qui ont décidé de ne pas présenter de candidats lors de la présente élection : Affiliation Québec, le Bloc pot, le Mouvement équité au Québec, le Parti communiste du Québec, le Parti démocratie chrétienne du Québec, le Parti des immigrés du Québec, le Parti égalité et l'Union du Centre.

## La stratégie communicationnelle des partis

### Partie libéral du Québec
Le Parti libéral du Québec a axé sa communication sur sa compétence à gérer l’économie ainsi que les finances publiques québécoises. En effet, l’économie constitue l’un des enjeux à propos desquels les partis peuvent chercher à développer et entretenir une image de compétence. La question de l’économie a toujours constitué l’une des forces principales du parti; le différenciant ainsi des autres partis provinciaux. C’est entre autres en mettant de l’avant la stabilité économique ainsi que des politiques axées sur la responsabilité fiscale, en contexte de crise économique, que l’équipe libérale visait à démontrer aux électeurs sa compétence en matière d’économie.
Considérant que l’économie était vraisemblablement la question de l’urne, notamment à cause du contexte de crise économique globale, le Parti libéral du Québec a su capitaliser sur l’image de compétence de son parti à gérer l’économie québécoise. C’est en présentant l’enjeu aux électeurs sous un cadrage différent axé sur l’avenir, donc la compétence du parti, que le Parti libéral a su projeter une image d’un parti sortant plus positive que celle de ses adversaires. Un sondage mené par la firme Léger Marketing publié le 27 octobre 2008 dans le Journal de Montréal est d’ailleurs venu confirmer l’image du PLQ en tant que parti ayant les compétences nécessaires pour gérer l’économie québécoise. En effet, à la question « À qui faites-vous le plus confiance pour gérer le gouvernement du Québec dans le climat de crise financière et économique ? », le Parti libéral du Québec a obtenu 48 % du vote des répondants.
Les débats télévisés ont également grandement contribué à façonner l'image de Jean Charest comme un leader charismatique doté d'un plan organisé et exhaustif pour relever le défi qu’était de gérer l'économie et appliquer des politiques bénéfiques pour le Québec.
Sous la direction de Jean Charest, le Parti libéral a projeté une image de leadership confiant et pragmatique. Charest était perçu comme un leader expérimenté étant donné qu’il est alors chef du parti depuis 1998. De plus, sa présence charismatique lors des débats télévisés a renforcé cette image; présentant un homme d'État capable de naviguer avec assurance la période de crise et d’incertitudes économiques en cours. Cette image du chef correspondait étroitement au message général du PLQ lors de cette élection; un parti qui mettait de l’avant des politiques économiques responsables et une gestion prudente des finances publiques pour contrer les effets de la crise.

### Parti québécois
Le Parti québécois a projeté une image orientée vers la défense des valeurs sociales et des programmes destinés à aider les citoyens. Marois a été représentée comme une défenseuse engagée des services publics et des politiques sociales. Dans cet ordre d’idée, le Parti québécois va, par exemple, promettre que tous les Québécois auront accès à un médecin de famille avant cinq ans.
La stratégie communicationnelle adoptée par le PQ a notamment consisté à critiquer le bilan du dernier gouvernement libéral. En santé, par exemple, l’équipe péquiste a entre autres soulevé l’échec du gouvernement Charest à réduire les listes d’attentes dans les hôpitaux. Le Parti québécois a également accusé le Parti libéral du Québec de ne pas avoir de plan concret en santé.
En contraste avec Jean Charest, qui, lors du déclenchement de l’élection, était chef du Parti libéral depuis plus de 10 ans, Pauline Marois était cheffe du Parti québécois depuis à peine plus d’un an. Cette image d’inexpérience en position de leadership d’un parti politique a définitivement eu un impact négatif sur la campagne du PQ et ce, malgré le fait que Pauline Marois a précédemment occupé des postes de ministre d’une importance capitale au sein du gouvernement du Québec comme ministre de la Santé et des Services sociaux sous le gouvernement de Lucien Bouchard et ministre des Finances sous le gouvernement de Bernard Landry.
On remarque également que le Parti québécois, malgré l’importance de l’économie durant la campagne, donne tout de même une place considérable à l’enjeu de l’indépendance du Québec. En effet, on remarque, lors de la lecture de la plateforme électorale du parti, une section intitulée « La détermination d’un gouvernement souverainiste ». Cette partie de la plateforme électorale compte un total de cinq pages; il s’agit du deuxième enjeu le plus important de la plateforme du parti qui se retrouve derrière l’économie qui compte un total de sept pages. La souveraineté du Québec est donc restée l’une des priorités pour le Parti québécois. Le parti a également mis de l’avant une série de promesses touchant aux questions identitaires durant la campagne. Parmi ces promesses, on retrouve notamment une nouvelle loi 101 ainsi qu’un rapatriement des pouvoirs en matière de culture et de communications.
Selon le sondage mené par la firme Léger Marketing en décembre 2008, au lendemain de l’élection, l’économie a été retenue comme l’enjeu le plus important par une pluralité des répondants (41 %). Il est donc possible d’affirmer, au détriment du Parti québécois, que l’enjeu identitaire n’était pas une priorité pour l’électorat québécois. La place considérable de la souveraineté du Québec dans la plateforme du PQ a eu pour effet de considérablement désavantager le parti lors de cette élection.

### Action démocratique du Québec
L'Action démocratique du Québec a promu une approche libérale axée sur la réduction des impôts pour stimuler la croissance économique malgré la crise financière. Le parti va ainsi proposer, en guise de solution à la crise économique, la privatisation partielle d’Hydro-Québec et une réduction importante de la taille de l’État. Le parti va également proposer une plus grande place du secteur privé dans le système de santé en se prononçant en faveur d’un système de santé mixte public-privé.
La stratégie communicationnelle adoptée par l’ADQ durant la campagne consistait également, en grande partie, à critiquer le bilan du dernier gouvernement libéral. À titre d’exemple, après la mise en lumière de spéculations sur le rendement de la Caisse de dépôt et placement, un enjeu mis de l’avant à cause de la mise au repos de son président, Richard Guay, en raison d’épuisement et qui a largement été abordé durant le débat télévisé, l’ADQ a pu s’attaquer à la crédibilité du PLQ, entre autres en matière d’économie. Cette stratégie a permis aux partis d’opposition, surtout l’ADQ, de bénéficier eux aussi du contexte de crise financière. Le parti a également dénoncé la réforme du système d’éducation, en particulier les nouveaux cours d’éthique et culture religieuse.
Cependant, le parti s’est limité à des publicités sur le web et n’a pas présenté de nouveau programme électoral. En effet, l’ADQ s'est contentée de réutiliser le document d’orientations politiques adopté à son conseil général d'octobre.
L'Action démocratique du Québec a présenté une image de dynamisme et de proximité avec la population. Dumont était perçu comme un chef accessible, proposant des solutions concrètes et une approche pragmatique. Son image correspondait à la vision du parti axée sur la réduction des impôts et la stimulation de la croissance économique. Toutefois, bien que charismatique, l'image de Dumont a pu parfois manquer de crédibilité sur le plan de la politique économique.

### Québec solidaire
Québec solidaire a utilisé des stratégies de communication politique distinctes lors de cette élection. Québec solidaire a mis l'accent sur une approche progressiste et de gauche, proposant des politiques inclusives et sociales pour contrer les impacts de la crise. Le parti a cherché à représenter une alternative aux partis traditionnels en mettant de l’avant des idées progressistes et sociales, comme la promotion de salaires décents et assurer un système public de santé, attirant ainsi les électeurs sensibles à ces valeurs. La représentation visuelle des candidats de Québec solidaire, on note entre autres leur apparence plus décontractée que celle des candidats libéraux et péquistes lors de leur soirée électorale, a probablement renforcé cette image de progressisme et d'inclusion sociale, influençant positivement les électeurs partageant ces idéaux.
Québec solidaire, sous la direction de Françoise David et Amir Khadir, a véhiculé une image de progressisme et d'inclusion sociale. Les dirigeants de QS étaient perçus comme des porte-paroles engagés, défendant des politiques progressistes, écologiques et sociales. Françoise David, la porte-parole féminine, a répondu aux questions du débat des chefs, auquel son parti n’avait pas été invité, en direct sur internet, offrant ainsi une approche novatrice, d’autant plus pour l’époque, pour engager les électeurs intéressés par les idées portées par le parti.
Leur image s'est alignée étroitement avec le message du parti, offrant une alternative politique axée sur l'équité sociale et l'environnement. Cette représentation visuelle a renforcé l'image de Québec solidaire comme un parti défenseur des valeurs progressistes et d'une société plus inclusive. La plateforme de Québec solidaire a eu un impact significatif sur les résultats du vote, mobilisant un nombre notable d'électeurs (3,78 % des voix). En mettant l'accent sur une redéfinition des notions de croissance, de production et de consommation pour promouvoir la justice sociale et la préservation de l'environnement, Québec solidaire a attiré un segment spécifique de l'électorat québécois. Le parti a proposé dans ces engagements électoraux : « cinq vastes chantiers nationaux mobilisant les énergies et la créativité de tous et de toutes autour de la construction d’une société écologique à tous les niveaux qui dépassera les objectifs du protocole de Kyoto ». Les résultats électoraux témoignent de l'impact de cette plateforme sur le comportement des électeurs.

## Enjeux

### Économie
L'économie s'est rapidement imposée comme l'enjeu principal de la campagne. Jean Charest a déclenché les élections afin de demander aux Québécois à « quelle équipe font-ils confiance pour diriger le Québec dans cette période de tempête économique ? ».
Le Parti libéral et le Parti québécois ont donc profité de la journée de déclenchement des élections pour dévoiler leurs engagements en matière d'économie. L'Action démocratique l'avait déjà fait quelques jours auparavant.

### Détails des engagements
Parti libéral du Québec
Le PLQ a présenté sa solution à la crise en quatre axes :
1. Protéger les emplois en augmentant les investissements dans les infrastructures (10 % d'augmentation) et en donnant le mandat à Hydro-Québec de développer davantage le potentiel énergétique du Québec.
2. Protéger le pouvoir d'achat des Québécois en augmentant de 1 $ le salaire minimum afin de le porter à 9,50 $ en 2010.
3. Protéger les entreprises en consacrant 2 milliards de dollars durant les deux prochaines années afin d'offrir des prêts, des garanties de prêts et augmenter le montant d'investissement que la Société générale de financement pourra faire dans les entreprises.
4. Développer un nouvel espace économique en continuant à travailler pour placer le Québec dans une zone économique favorable (partenariat économique avec l'Ontario, entente Canada-Union européenne, entente France-Québec sur la mobilité des travailleurs, etc.)[40].

Parti québécois
Le plan du PQ est en trois volets :
1. Mesures pour la population en facilitant le retour au travail des Québécois qui ont perdu leur emploi en les aidant financièrement à suivre des programmes de formation. Un gouvernement du Parti québécois offrira aussi un crédit d'impôt pour les familles de la classe moyenne ayant à payer une hypothèque et une augmentation de remise de la TVQ aux familles les plus démunies.
2. Mesures pour les entreprises en leur offrant des garanties de prêts et en augmentant le pouvoir d'investissement des sociétés d'État dans ces entreprises.
3. Diversification de l'économie grâce à la création, par la Caisse de dépôt et placement du Québec, d'un Fonds d'investissement stratégique, d'une durée de sept ans.

Pour financer ces mesures, le PQ propose de geler, pour un an, les contributions du gouvernement au Fonds des générations,.
Québec solidaire
Le plan d'action de Québec solidaire est exposé en quatre volets :
1. Reprendre les retraites des mains des spéculateurs.
2. Protéger le développement économique contre la cupidité du profit sans limites.
3. Permettre à plus de 40 000 Québécois et Québécoises de trouver du travail dans des domaines variés et respectueux de l’environnement.
4. Réduire les effets de la hausse du coût de la vie sur les familles[43].

## Déroulement de la campagne

### Évènements et chronologie
- 5 novembre : Déclenchement des élections.
- 6 novembre : La première journée de campagne électorale a été marquée par l'économie, mais aussi par une demande de l'Action démocratique et du Parti québécois d'autoriser le Vérificateur général du Québec à publier son rapport sur les états financiers 2007-2008. En raison de la dissolution de l'Assemblée nationale, le rapport n'a pas été déposé comme prévu, ce qui force le vérificateur général à atteindre le consentement du gouvernement Charest pour publier le rapport[44].

### Débat des chefs
Le débat des chefs a eu lieu le mardi 25 novembre 2008. Il s'agissait du 6e débat des chefs télévisés à avoir lieu sur la scène provinciale québécoise. Il a été diffusé à 20 h sur Radio-Canada, TVA et Télé-Québec et Stéphan Bureau en était l'animateur. Les chefs des trois partis représentés à l'Assemblée nationale du Québec étaient présents. Pauline Marois étant la première femme chef d'un parti politique provincial représenté à l'Assemblée nationale, il s'agissait aussi de la première femme à participer à un débat des chefs.

#### Formule du débat
Lors de l'élection, le débat a fait l'objet d'une négociation importante entre les diffuseurs et les trois principaux partis politiques. Le consortium des diffuseurs a d'abord proposé une formule semblable au débat de la dernière élection fédérale. Lors de cette élection, le débat avait été réformé pour faire place à une formule plus conviviale où les cinq chefs des partis discutaient autour d'une table ronde. Dans le passé, les chefs débattaient généralement debout, derrière un lutrin. La nouvelle formule, bien que critiquée par quelques chroniqueurs, semblait avoir plu à la population, l'écoute du débat fédéral ayant été plus élevée que d'habitude avec 1,6 million de téléspectateurs au Québec.
Le Parti libéral a toutefois rejeté la proposition des diffuseurs de prendre la nouvelle formule. Le PLQ arguait que celle-ci avait favorisé les partis d'opposition. Jean Charest avait trouvé le débat fédéral « chaotique ».
Les partis et les diffuseurs se sont finalement entendus quelques jours plus tard pour une formule hybride. Celle-ci prévoyait une table ronde où les chefs des trois principaux partis politiques répondraient à des questions du public et de l'animateur. Le débat était divisé selon quatre thèmes : la santé, l'économie, l'éducation et l'avenir du Québec. Chaque thème débutait avec une question du public où les chefs étaient appelés à répondre par un bref commentaire (40 secondes). Après les trois commentaires, les chefs étaient appelés à échanger face à face tour à tour. Le thème se terminait par un échange libre animé par Stéphan Bureau.

#### Impact du débat
Aux yeux de plusieurs analystes, le débat n'a pas permis à un parti de se démarquer de façon majeure. Toutefois, plusieurs médias s'entendent pour affirmer que Pauline Marois a réussi à surprendre par sa combativité et son agressivité dans ses remarques. Mario Dumont semble aussi avoir tiré son épingle du jeu. Un sondage effectué durant le débat confirme les analyses des médias : 38 % jugeaient positivement la performance de Pauline Marois, contre 34 % pour Mario Dumont et 30 % pour Jean Charest
Le débat fut suivi par près de deux millions de téléspectateurs,.

#### Exclus du débat
Le Parti vert et Québec solidaire ont protesté d'avoir été exclus de ce débat des chefs,. Ils ont fait circuler une pétition sur le Web afin de faire changer d'avis le consortium des télédiffuseurs et les trois principaux partis, sans succès. Pour contourner partiellement cette situation, la journée du débat des chefs, Québec solidaire a mis-en-ligne, sur YouTube, des clips vidéos de la porte-parole Françoise David où cette dernière se prononce sur les principaux enjeux soulevés lors du débat. De plus, il fut possible de suivre ses commentaires sur le débat des chefs en direct de son site Internet,. 30 000 personnes ont visité le site Internet la soirée du débat.

## Candidats
Les mises en candidatures pour l'élection sont admissibles jusqu'au 22 novembre 2008. Les boîtes ci-dessus indiquent les nouvelles candidatures parmi les partis qui se présentent aux élections.

## Changement parmi les députés

### Députés ne se représentant pas
Les boites ci-dessus indiquent les députés qui siégeaient à l'Assemblée nationale au moment du déclenchement des élections, mais qui ont décidé de ne pas solliciter un nouveau mandat. Ils sont au nombre de 9.

### Députés défaits
Les boites ci-dessus indiquent les députés qui se représentaient lors de l'élection, mais qui n'ont pas été réélus. Ils sont au nombre 39.

### Nouveaux députés
Les boites ci-dessus indiquent les nouveaux députés qui font leur entrée à l'Assemblée nationale à la suite de l'élection. Ils sont au nombre de 48.

## Résultats
| Libéral   | Parti québécois | Action démocratique | Québec solidaire |
| 66 sièges | 51 sièges       | 7 sièges            | 1 siège          |
| ^         |                 |                     |                  |
| majorité  |                 |                     |                  |

### Résultats par parti politique
| Partis | Partis                       | Chef                           | Candidats | Sièges | Sièges | Voix      | Voix   | Voix     |
| Partis | Partis                       | Chef                           | Candidats | 2007   | Élus   | Nb        | %      | +/-      |
| --- | ---------------------------- | ------------------------------ | --------- | ------ | ------ | --------- | ------ | -------- |
| | Libéral                      | Jean Charest                   | 125       | 48     | 66     | 1 366 046 | 42,1 % | +9,00 %  |
| | Parti québécois              | Pauline Marois                 | 125       | 36     | 51     | 1 141 751 | 35,2 % | +4,33 %  |
| | Action démocratique          | Mario Dumont                   | 125       | 41     | 7      | 531 358   | 16,4 % | -11,98 % |
| | Québec solidaire             | Amir Khadir et Françoise David | 122       | -      | 1      | 122 618   | 3,8 %  | +0,14 %  |
| | Vert                         | Guy Rainville                  | 80        | -      | -      | 70 393    | 2,2 %  | -1,68 %  |
| | Parti indépendantiste (2008) | Éric Tremblay                  | 19        | -      | -      | 4 227     | 0,1 %  | -        |
| | Marxiste-léniniste           | Pierre Chénier                 | 23        | -      | -      | 2 727     | 0,1 %  | +0,03 %  |
| | Parti durable                | Sébastien Girard               | 1         | -      | -      | 567       | 0 %    | -        |
| | Parti république             | Gilles Paquette                | 1         | -      | -      | 140       | 0 %    | -        |
| | Indépendant                  | Indépendant                    | 30        | -      | -      | 6 506     | 0,2 %  | +0,09 %  |
| Total | Total                        | Total                          | 651       | 125    | 125    | 3 246 333 | 100 %  |          |
| Le taux de participation lors de l'élection était de 57,4 % et 49 581 bulletins ont été rejetés. Il y avait 5 738 811 personnes inscrites sur la liste électorale pour l'élection. |                              |                                |           |        |        |           |        |          |

### Résultats par circonscription
- Abitibi-Est: Pierre Corbeil (Libéral)
- Abitibi-Ouest: François Gendron (Parti québécois)
- Acadie: Christine St-Pierre (Libéral)
- Anjou: Lise Thériault (Libéral)
- Argenteuil: David Whissell (Libéral)
- Arthabaska: Claude Bachand (Libéral)
- Beauce-Nord: Janvier Grondin (Action démocratique)
- Beauce-Sud: Robert Dutil (Libéral)
- Beauharnois: Guy Leclair (Parti québécois)
- Bellechasse: Dominique Vien (Libéral)
- Berthier: André Villeneuve (Parti québécois)
- Bertrand: Claude Cousineau (Parti québécois)
- Blainville: Daniel Ratthé (Parti québécois)
- Bonaventure: Nathalie Normandeau (Libéral)
- Borduas: Pierre Curzi (Parti québécois)
- Bourassa-Sauvé: Line Beauchamp (Libéral)
- Bourget : Diane Lemieux (Parti québécois)
- Brome-Missisquoi: Pierre Paradis (Libéral)
- Chambly : Bertrand St-Arnaud (Parti québécois)
- Champlain : Noëlla Champagne (Parti québécois)
- Chapleau : Marc Carrière (Libéral)
- Charlesbourg : Michel Pigeon (Libéral)
- Charlevoix : Pauline Marois (Parti québécois)
- Châteauguay : Pierre Moreau (Libéral)
- Chauveau : Gérard Deltell (Action démocratique)
- Chicoutimi : Stéphane Bédard (Parti québécois)
- Chomedey : Guy Ouellette (Libéral)
- Chutes-de-la-Chaudière : Marc Picard (Action démocratique)
- Crémazie : Lisette Lapointe (Parti québécois)
- D'Arcy-McGee : Lawrence S. Bergman (Libéral)
- Deux-Montagnes : Benoît Charette (Parti québécois)
- Drummond : Yves-François Blanchet (Parti québécois)
- Dubuc : Serge Simard (Libéral)
- Duplessis : Lorraine Richard (Parti québécois)
- Fabre : Michelle Courchesne (Libéral)
- Frontenac : Laurent Lessard (Libéral)
- Gaspé : Georges Mamelonet (Libéral)
- Gatineau: Stéphanie Vallée (Parti libéral)
- Gouin : Nicolas Girard (Parti québécois)
- Groulx : René Gauvreau (Parti québécois)
- Hochelaga-Maisonneuve : Carole Poirier (Parti québécois)
- Hull : Maryse Gaudreault (Libéral)
- Huntingdon: Stéphane Billette (Libéral)
- Iberville: Marie Bouillé (Parti québécois)
- Îles-de-la-Madeleine: Germain Chevarie (Libéral)
- Jacques-Cartier: Geoffrey Kelley (Libéral)
- Jean-Lesage: André Drolet (Libéral)
- Jeanne-Mance–Viger: Filomena Rotiroti (Libéral)
- Jean-Talon: Yves Bolduc (Parti libéral du Québec)
- Johnson: Étienne-Alexis Boucher (Parti québécois)
- Joliette: Véronique Hivon (Parti québécois)
- Jonquière: Sylvain Gaudreault (Parti québécois)
- Kamouraska-Témiscouata: Claude Béchard (Libéral)
- Labelle: Sylvain Pagé (Parti québécois)
- Lac-Saint-Jean: Alexandre Cloutier (Parti québécois)
- LaFontaine: Tony Tomassi (Parti libéral du Québec)
- La Peltrie: Éric Caire (Action démocratique)
- La Pinière: Fatima Houda-Pepin (Libéral)
- Laporte: Nicole Ménard (Libéral)
- La Prairie: François Rebello (Parti québécois)
- L'Assomption: Scott McKay (Parti québécois)
- Laurier-Dorion: Gerry Sklavounos (Libéral)
- Laval-des-Rapides: Alain Paquet (Libéral)
- Laviolette: Julie Boulet (Libéral)
- Lévis: Gilles Lehouillier (Libéral)
- Lotbinière: Sylvie Roy (Action démocratique)
- Louis-Hébert: Sam Hamad (Libéral)
- Marguerite-Bourgeoys: Monique Jérôme-Forget (Libéral)
- Marguerite-D'Youville: Monique Richard (Parti québécois)
- Marie-Victorin: Bernard Drainville (Parti québécois)
- Marquette: François Ouimet (Libéral)
- Maskinongé: Jean-Paul Diamond (Libéral)
- Masson: Guillaume Tremblay (Parti québécois)
- Matane: Pascal Bérubé (Parti québécois)
- Matapédia Danielle Doyer (Parti québécois)
- Mégantic-Compton: Johanne Gonthier (Libéral)
- Mercier: Amir Khadir (Québec solidaire)
- Mille-Îles: Francine Charbonneau (Libéral)
- Mirabel: Denise Beaudoin (Parti québécois)
- Montmagny-L'Islet: Norbert Morin (Libéral)
- Montmorency: Raymond Bernier (Libéral)
- Mont-Royal: Pierre Arcand (Libéral)
- Nelligan: Yolande James (Libéral)
- Nicolet-Yamaska: Jean-Martin Aussant (Parti québécois)
- Notre-Dame-de-Grâce: Kathleen Weil (Libéral)
- Orford Pierre Reid (Libéral)
- Outremont: Raymond Bachand (Libéral)
- Papineau: Norman MacMillan (Libéral)
- Pointe-aux-Trembles: Nicole Léger (Parti québécois)
- Pontiac: Charlotte L'Écuyer (Libéral)
- Portneuf: Michel Matte (Libéral)
- Prévost: Gilles Robert (Parti québécois)
- René-Lévesque: Marjolain Dufour (Parti québécois)
- Richelieu: Sylvain Simard (Parti québécois)
- Richmond: Yvon Vallières (Libéral)
- Rimouski: Irvin Pelletier (Parti québécois)
- Rivière-du-Loup: Mario Dumont (Action démocratique)
- Robert-Baldwin: Pierre Marsan (Libéral)
- Roberval: Denis Trottier (Parti québécois)
- Rosemont: Louise Beaudoin (Parti québécois)
- Rousseau: François Legault (Parti québécois)
- Rouyn-Noranda–Témiscamingue: Daniel Bernard (Libéral)
- Saint-François: Monique Gagnon-Tremblay (Libéral)
- Saint-Henri–Sainte-Anne: Marguerite Blais (Libéral)
- Saint-Hyacinthe: Émilien Pelletier (Parti québécois)
- Saint-Jean: Dave Turcotte (Parti québécois)
- Saint-Laurent: Jacques P. Dupuis (Libéral)
- Sainte-Marie–Saint-Jacques: Martin Lemay (Parti québécois)
- Saint-Maurice: Claude Pinard (Parti québécois)
- Shefford: François Bonnardel (Action démocratique)
- Sherbrooke: Jean Charest (Libéral)
- Soulanges: Lucie Charlebois (Libéral)
- Taillon: Marie Malavoy (Parti québécois)
- Taschereau: Agnès Maltais (Parti québécois)
- Terrebonne: Mathieu Traversy (Parti québécois)
- Trois-Rivières: Danielle St-Amand (Libéral)
- Ungava: Luc Ferland (Parti québécois)
- Vachon: Camil Bouchard (Parti québécois)
- Vanier: Patrick Huot (Libéral)
- Vaudreuil: Yvon Marcoux (Libéral)
- Verchères: Stéphane Bergeron (Parti québécois)
- Verdun: Henri-François Gautrin (Libéral)
- Viau: Emmanuel Dubourg (Libéral)
- Vimont: Vincent Auclair (Libéral)
- Westmount–Saint-Louis: Jacques Chagnon (Libéral)

### Taux de participation
Le taux de participation lors de l'élection a été très faible : 57,33 %. Ce sont donc 2 448 612 personnes éligibles à voter qui se sont abstenues sur le total des 5 738 811 électeurs inscrits. À l'élection précédente, le taux de participation avait été de 71,23 %. L'élection précédente ayant un taux de participation plus faible remontait à celle de 1919 avec un taux de participation de 55,07 %.

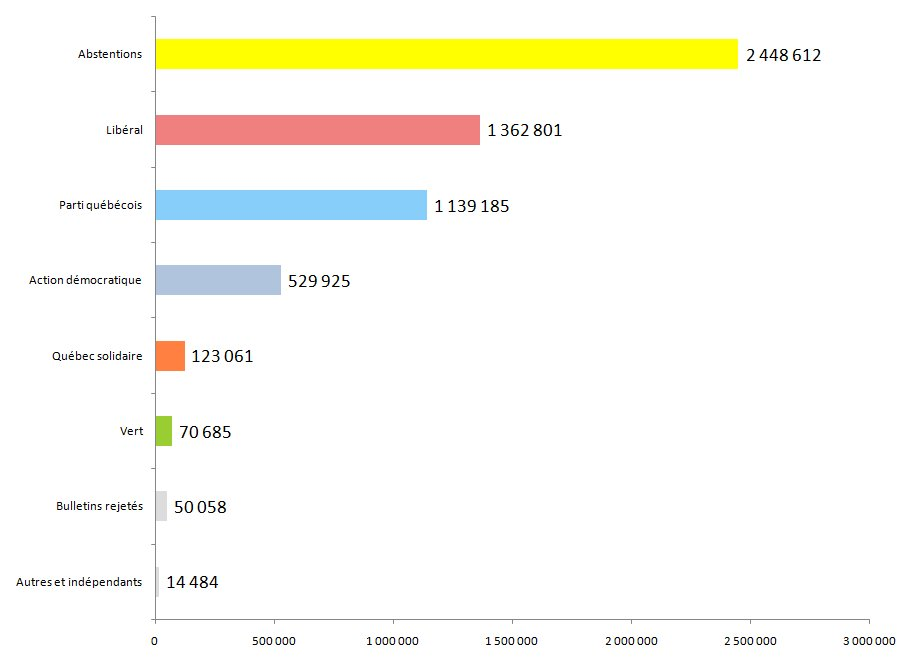
Nombre d'abstentions par rapport aux voix obtenues par les différents partis politiques

#### Élection de 2008
- Liste des candidats à l'élection générale québécoise de 2008
- Résultats détaillés des élections générales québécoises de 2008

##### Partis politiques
- Action démocratique du Québec
- Bloc pot
- Parti communiste du Québec
- Parti égalité
- Parti indépendantiste (2008)
- Parti libéral du Québec
- Parti marxiste-léniniste du Québec
- Parti québécois
- Parti République du Québec
- Parti vert du Québec
- Québec solidaire